# Jeffrey Sarpong
Pour les articles homonymes, voir Sarpong.
Jeffrey Sarpong est un footballeur néerlandais, né le 3 août 1988 à Amsterdam aux Pays-Bas. Il évolue actuellement comme milieu offensif au FK Panevėžys.

## Palmarès
- Ajax Amsterdam
  - 2006, 2007 : Vainqueur de la KNVB Cup
  - 2007 : Vainqueur du Johan Cruijff Schaal